# تيموثي دوايت هوبارت
تيموثي دوايت هوبارت (بالإنجليزية: Timothy Dwight Hobart) هو شخصية أعمال أمريكي، ولد في 6 أكتوبر 1855 في برلين في الولايات المتحدة، وتوفي في 19 مايو 1935 في بامبا في الولايات المتحدة بسبب ذات الرئة.